# Templerschatz
Der Templerschatz wurde angeblich im Laufe der Verfolgung des Templerordens durch den französischen König Philipp IV. im Jahr 1307 von den Templern beiseitegeschafft. Seitdem ist dies Gegenstand von Spekulationen, Nachforschungen und gezielter Suche.

## Historische Umstände
Der durch Kriege hochverschuldete König Philipp IV. („der Schöne“) plante im Oktober 1307 die Vernichtung des Templerordens, um sich dessen riesigen Vermögens an Gold und Ländereien zu bemächtigen und so seine Schulden zu tilgen. Als Vorwand für die groß angelegte Verhaftungsaktion behauptete König Philipp, dass sich die Templer wegen sittlicher Verfehlungen und Ketzerei zu verantworten hätten. In einem Brief vom 14. September 1307 befahl er deren Verhaftung. Die Maßnahmen begannen am Morgen des 13. Oktober 1307 in Paris mit der Verhaftung von 138 Templern und führten über die Templerprozesse letztlich zum Ende des Templerordens im Jahr 1312. 
Der Templer Jean de Châlon gab bei den Verhören im Juni 1308 zu Protokoll, dass Hugues de Châlons und Gérard de Villers den Schatz des französischen Großvisitators, Hugues de Pairaud, am 12. Oktober 1307 (also am Abend vor der Verhaftungswelle) vom Pariser Temple zum Meer mit 50 Pferden abtransportiert hätten. Sie seien auf 18 Schiffen mit unbekanntem Ziel ausgelaufen.
Der französische Historiker Alain Demurger verweist auf die relativ geringen Geldmittel, die man bei den Templern in Frankreich gefunden habe (auch die in den Ordenshäusern gefundenen Besitzverzeichnisse offenbarten keinen großen Reichtum). Demurger sieht die Gerüchte um einen vor der Verhaftung beiseitegeschafften Templerschatz skeptisch, da die Templer ganz offensichtlich von den Verhaftungen überrascht worden seien.

## Neuzeitliche Suche
Der Erzählung nach sei in der Rosslyn-Kapelle in Roslin bei Edinburgh von Templern der Heilige Gral und die Bundeslade verborgen worden. Grabungen des Hobbyforschers Andrew Sinclair 2001 verliefen erfolglos.
Burg Gisors gehörte für eineinhalb Jahrhunderte dem Templerorden und wurde oftmals für den Ort des angeblichen Templerschatzes gehalten. Der Kastellan und Gärtner der Burg Roger Lhomoy habe bei Grabungen in den 1940er Jahren Statuen Christi und der Apostel, 19 Steinsarkophage und 30 Truhen mit wertvollen Gegenständen gefunden, wie der Hobbyhistoriker Gérard de Sède später ausführte. Entsprechende Funde konnten jedoch nicht präsentiert werden.